# Czarne (województwo małopolskie)

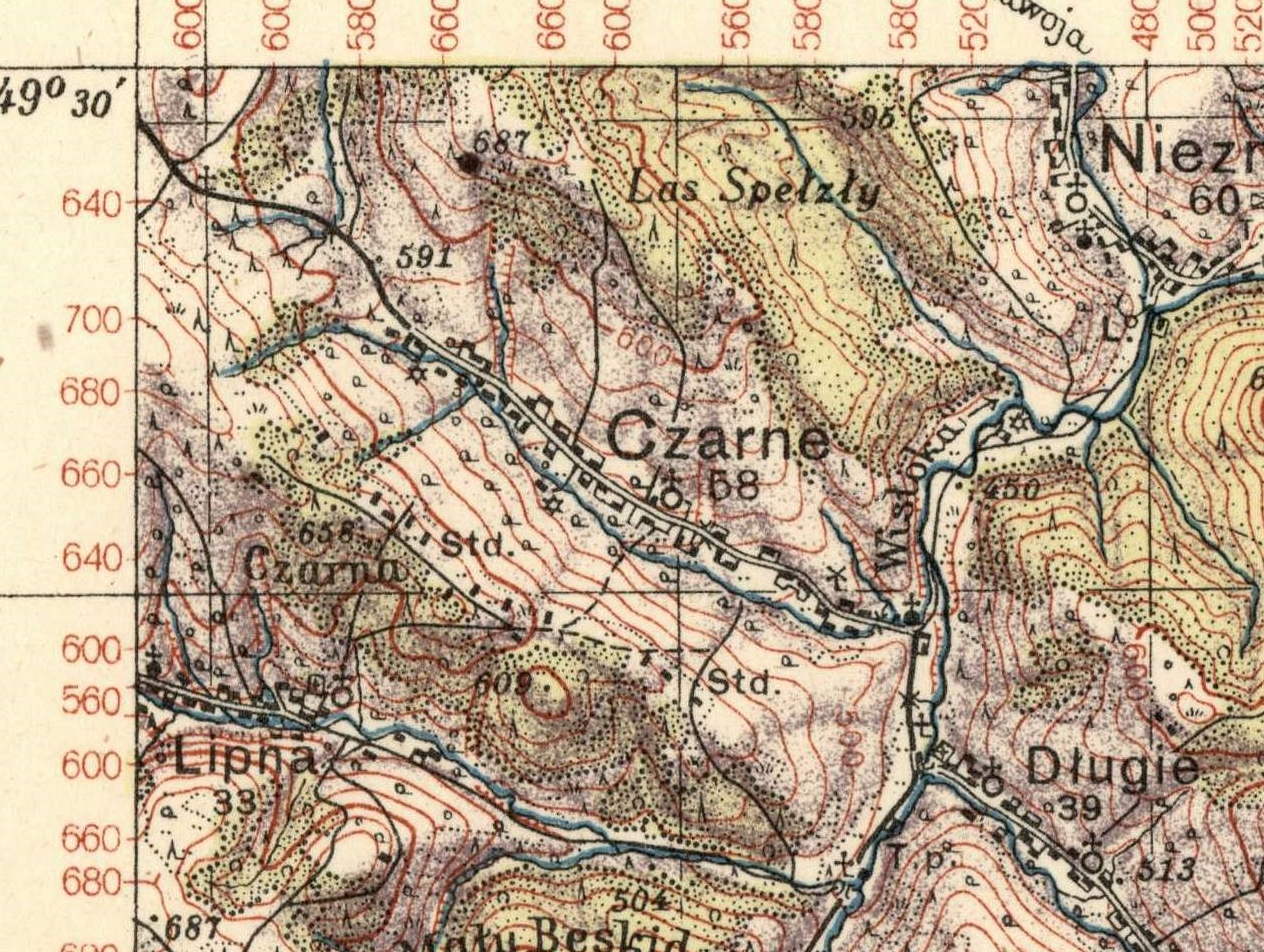
Czarne, Beskid Niski, Polska 1938

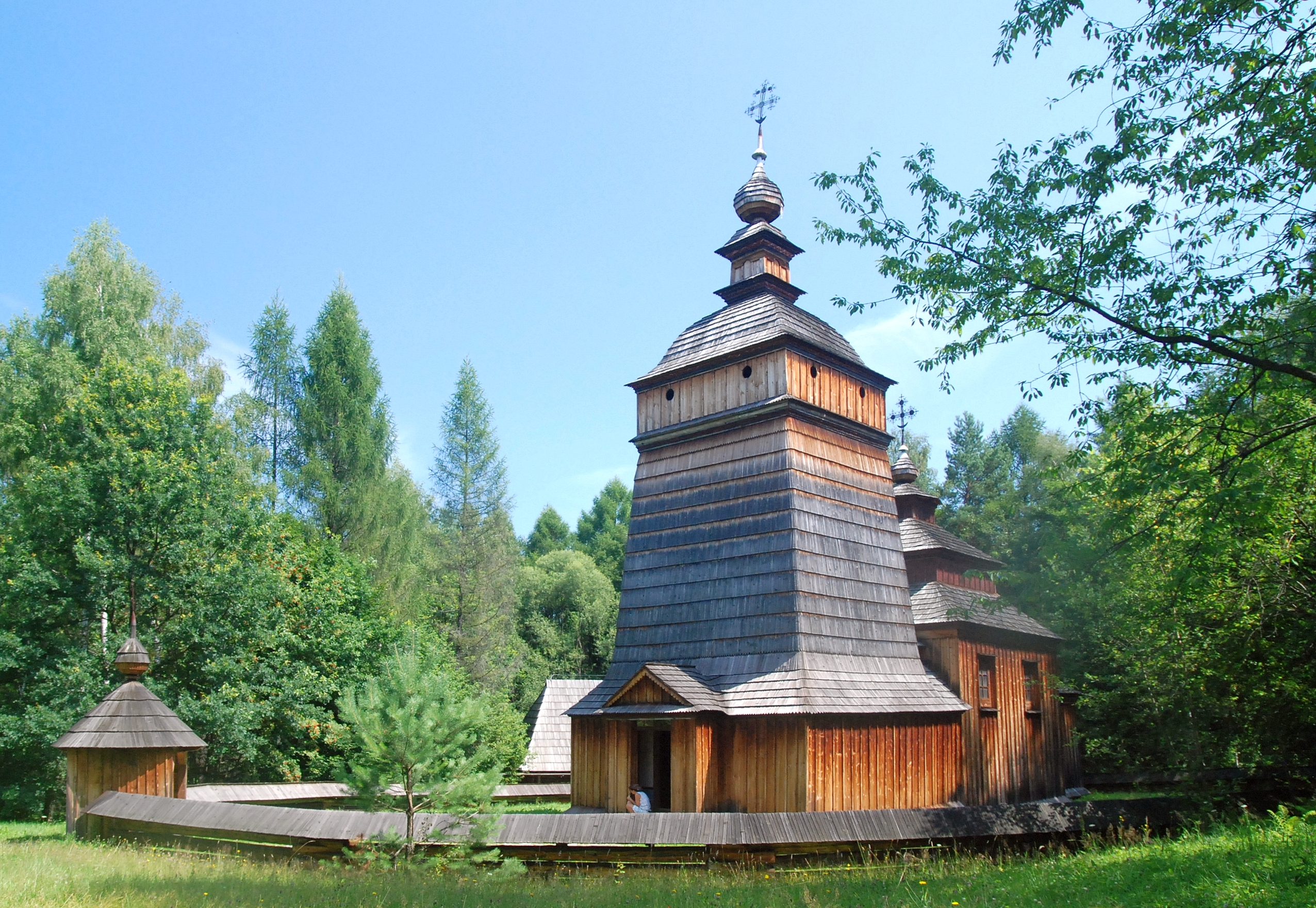
Cerkiew św. Dymitra, która stała w Czarnem w latach 1783–1993

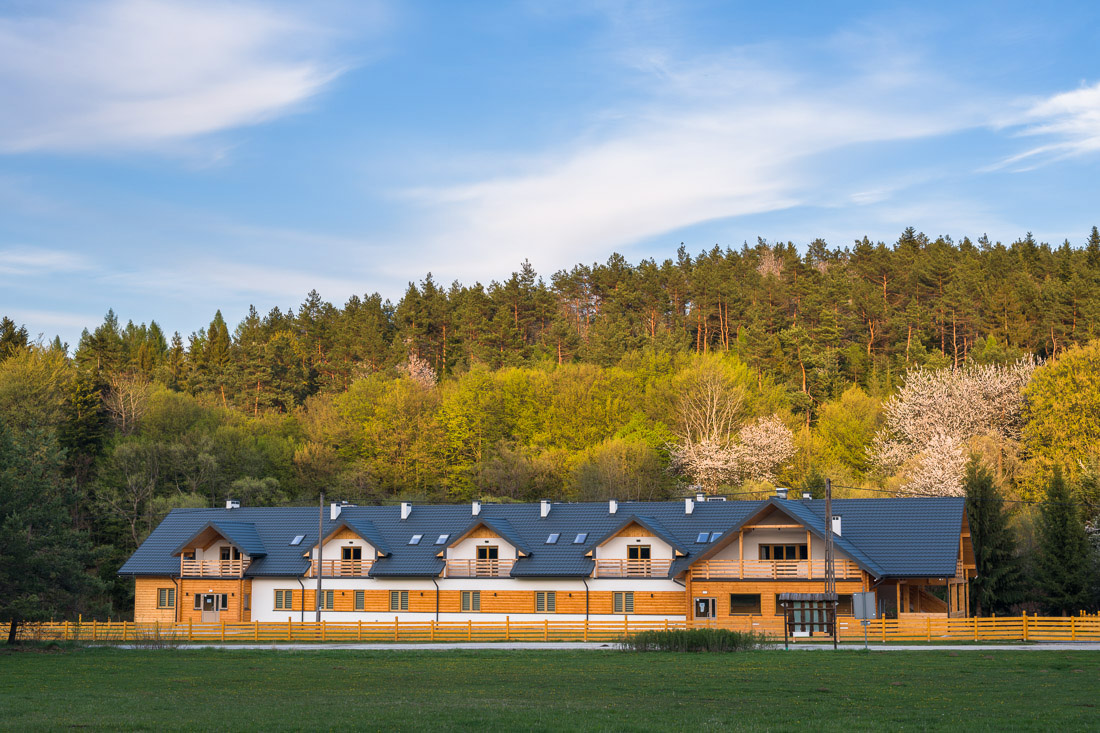
Ośrodek Szkoleniowo-Wypoczynkowy Radocyna

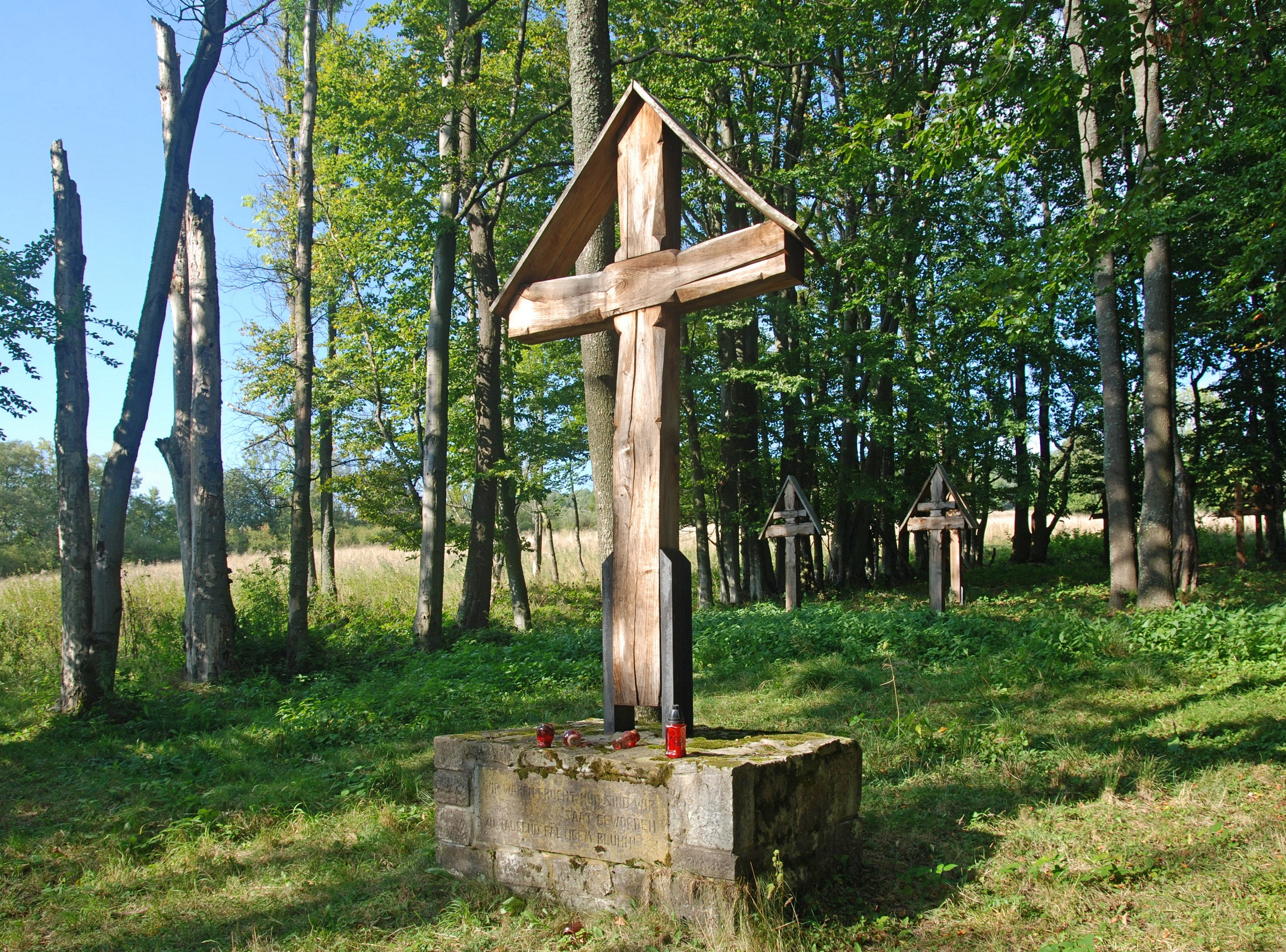
Cmentarz wojenny nr 53

Czarne (j. łemkowski Чорне) – dawna łemkowska wieś w Polsce położona w województwie małopolskim, w powiecie gorlickim, w gminie Sękowa.

## Części wsi
| SIMC    | Nazwa  | Rodzaj     |
| ------- | ------ | ---------- |
| 0464780 | Długie | przysiółek |

## Historia
Lokacja Czarnego prawdopodobnie w 1569 (przywilej Zygmunta Augusta, na mocy którego sołtys Świętkowic Iwan założył wieś Czarny Potok, dziś Czarne). W 1629 wieś składała się z 5 gospodarstw, w 1880 z 54 (330 mieszkańców). W 1783 wybudowano cerkiew greckokatolicką pw. św. Dymitra. Użytkowano ją do roku 1927 (1928). Około roku 1930 wybudowano nową cerkiew prawosławną (zniszczył ją jednak huragan w 1967). W 1921 mieszkało w Czarnem 323 grekokatolików (w 1928 przeszli oni na prawosławie) oraz 5 Żydów. Mieszkańcy zajmowali się rolnictwem, tkactwem, a także wydobyciem i destylacją ropy naftowej. Od końca lat 30. XX wieku wieś stała się ważnym ośrodkiem prawosławnym na Łemkowszczyźnie – organizowano tam uroczystości religijne i spotkania duchownych. W 1938 we wsi znajdowało się 58 domów, 2 cerkwie, dwa młyny wodne, wiatrak, kapliczka.
W 1945 większość mieszkańców dobrowolnie wyjechała do ZSRR, reszta (8 z 9 rodzin) została wysiedlona przymusowo w 1947 w ramach akcji „Wisła”. Po 1956 wróciły 3 rodziny. W 1993 cerkiew greckokatolicką z 1783 rozebrano i przeniesiono do skansenu w Nowym Sączu.
Obecnie w Czarnem są dwa domy i kilka bacówek. W sezonie wypasane są bydło i owce. Administracyjnie do Czarnego przynależy także Ośrodek Szkoleniowo-Wypoczynkowy „Radocyna” będący własnością Lasów Państwowych, jednak geograficznie położony jest poza doliną dawnej wsi.

## Zabytki
Obiekty wpisane do rejestru zabytków nieruchomych województwa małopolskiego
- cmentarz greckokatolicki (łemkowski) parafialny z I połowy XX wieku;
- cmentarz wojenny nr 44 z I wojny światowej, w przysiółku Długie;
- cmentarz wojenny nr 45 z I wojny światowej;
- cmentarz wojenny nr 53 z I wojny światowej;
- dom, drewniany nr 5 z 1902 roku.

### Inne zabytki
- cerkwisko;
- murowana XIX-wieczna kapliczka na wschodnim skraju wsi;
- przydrożne krzyże i kapliczki wzdłuż dawnej drogi przez wieś (XIX, XX w.);
- pomnik poświęcony 20. rocznicy męczeńskiej śmierci św. Maksyma Gorlickiego (wzniesiony w 1934, odrestaurowany w 2014)[11]

## Inne informacje
Do nazwy wsi nawiązuje nazwa Wydawnictwa Czarne.

## Szlaki piesze
- (LP) Nadleśnictwa Gorlice: Radocyna – Konieczna – Lipna – Czarne – Radocyna